# Епархия Маргариты
Епархия Маргариты (лат. Dioecesis Margaritensis) — епархия Римско-католической церкви с центром в городе Ла-Асунсьон, остров Маргарита, Венесуэла. Епархия Маргариты входит в митрополию Куманы. Кафедральным собором епархии Маргариты является церковь Успения Пресвятой Девы Марии.

## История
18 июля 1969 года Папа Римский Павел VI издал буллу «Verba Christi», которой учредил епархию Маргариты, выделив её из епархии Куманы (сегодня — архиепархия Куманы). Первоначально епархия Маргариты являлась суффраганной по отношению к архиепархии Сьюдад-Боливара.
16 мая 1992 года епархия Маргариты стала частью церковной провинции Куманы.

## Ординарии епархии
- епископ Франсиско де Гурусеага Итурриса (18.06.1969 — 2.10.1973), назначен епископом Ла-Гуайры;
- епископ Тулио Мануэль Чиривелла Варела (5.04.1974 — 18.10.1982), назначен архиепископом Баркисимето;
- епископ Сесар Рамон Ортега Эррера (25.08.1983 — 15.07.1998), назначен епископом Барселоны;
- епископ Рафаэль Рамон Конде Альфонсо (18.03.1999 — 12.02.2008), назначен епископом Маракая;
- епископ Хорхе Анибал Кинтеро Чакон (19.12.2008 — 11.07.2014), назначен епископом Барселоны;
- епископ Фернандо Хосе Кастро Агуайо (с 4 августа 2015 года).